# Dalnyerecsenszki járás

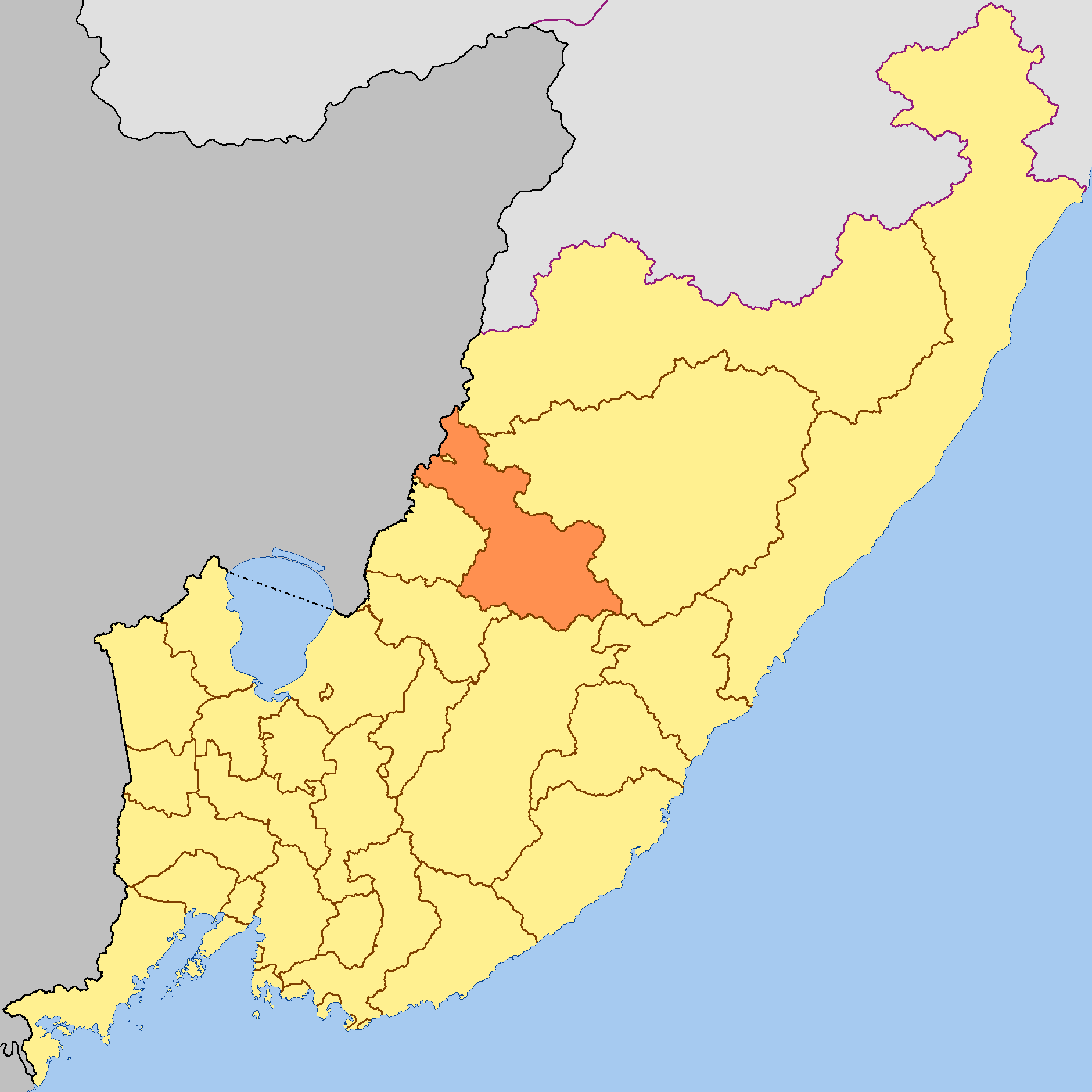
A Dalnyerecsenszki járás a Tengermelléki határterületen

Dalnyerecsenszki járás (Дальнереченский район) járás 
Oroszország Tengermelléki határterületének északnyugati részén. Székhelye Dalnyerecsenszk. Területe 7074 km², lakossága (2000-ben, becslés) 14,1 ezer fő, népsűrűsége 2 fő/km². Dalnyerecsenszk közigazgatásilag nem tartozik a járáshoz, annak lakosságszámát kétszeresen meghaladja.

## Földrajz
A járás a Szihote-Aliny nyugati előhegyeit (Szinyij hrebet) és a Malinovka-folyó (korábban Vaku) valamint mellékfolyóinak völgyét foglalja magába. Keleti határát a Pervij Pereval-hg. gerince (itt található legmagasabb pontja, a Tancsalaza, 1206 m), nyugati határát az Usszuri-folyó alkotja. Északi részén található a Szalszkaja-hegy kialudt vulkáni kúpja a Bolsaja Usszurka mentén. Túlnyomórészt erdővel borított, rendkívül ritkán lakott terület. Főbb települései a Malinovka völgyében fekszenek (Vegyenka, Mezsdurecsje, Rakitnoje, Orehovo, Bogoljubovo, Malinovo). Települései 13 községhez tartoznak közigazgatásilag.

## Népesség
- 1989-ben 17 057 lakosa volt.
- 2002-ben 13 995 lakosa volt.
- 2010-ben 11 344 lakosa volt.

## Gazdaság
Legjelentősebb gazdasági ágazat a fakitermelés és fafeldolgozás. Két erdőgazdaság (Malinovszkij, Dalnyerecsenszkij) és két feldolgozóüzem (Pozsiga, Dalnyerecsenszklesz) is található itt. Folyami halászat, szőrmés állatok vadászata. Burgonya-, szója és árpatermesztés, baromfikombinát (Szolovjovkában), méhészkedés. A hegyvidék folyóinak hordalékában aranyat találtak. Dalnyerecsenszk környékén agyag- és homokkitermelés folyik, Ariadnoje vidékén titán- és wolfrámérckészleteket tártak fel. Legismertebb ásványvízforrása a Kiszlij Kljucs.

## Történelem
A járás nyugati részét az 1860-as évektől népesítették be (főként kozákok), a keleti területeken földművesek telepedtek le, főként 1900 után. A Transzszibériai vasútvonal megépülésével (1903) a betelepedés felgyorsult. 1920-ban az akkori Muravjevo-Amurszkaja állomáson (ma: Lazo) az orosz ellenforradalmárok és a japán megszállók mozdonykazánban égették el Sz. G. Lazo, A.N. Luckin és V.M. Szibircev vörös partizánokat. Lazóban emlékművet állítottak tiszteletükre. 
A járást 1926-ban alapították, az ötvenes évekig Kalinyin nevét viselte (Kalinyinszkij rajon), majd 1972-ig Imani járás néven volt ismert, amikor székhelyével együtt átkeresztelték mai nevére.